# ناحية صحنايا
ناحية صحنايا إحدى نواحي سوريا تتبع إداريّاً لمحافظة ريف دمشق منطقة داريا ومركزها مدينة صحنايا، بلغ تعداد سكان الناحية 44,512 نسمة حسب التعداد السكاني لعام 2004.

## مدن ناحية صحنايا
أشرفية صحنايا، صحنايا.